# Walter Schilling (General)
Walter Curt Gustav Schilling (* 23. Dezember 1895 in Kulm, Westpreußen; † 20. Juli 1943 nahe Doljenjaja bei Isjum, Ukraine gefallen) war ein deutscher Offizier, zuletzt Generalleutnant im Zweiten Weltkrieg.
Schilling diente bereits im Ersten Weltkrieg als Offizier und wurde mehrfach ausgezeichnet.
In der Wehrmacht diente Schilling im Zweiten Weltkrieg unter anderem als Chef des Generalstabes der 3. Panzerarmee. Als Kommandeur der 17. Panzer-Division fiel er 1943 im Verlauf der sowjetischen Isjum-Barwenkowsker Operation.

## Auszeichnungen
- Eisernes Kreuz (1914) II. und I. Klasse
- Spange zum Eisernen Kreuz II. und I. Klasse
- Deutsches Kreuz in Gold am 28. Februar 1942
- Ritterkreuz des Eisernen Kreuzes am 28. Juli 1943 (postum)[2][3]